# The Witcher Remake
«The Witcher Remake» (укр. «Відьмак. Ремейк») — майбутня рольова відеогра за мотивами серії романів «Відьмак» Анджея Сапковського, ремейк гри «The Witcher» 2007 року, який розробляє польська студія «Fool's Theory» під творчим контролем компанії «CD Projekt Red».

## Розробка
Фентезійна рольова відеогра була анонсована на 25 жовтня 2022 року. Розробкою гри займається студія «Fool's Theory», яка й раніше займалася іграми зі всесвіту «Відьмак». Кодова назва проєкту — «Canis Majoris». Ремейк створюють на рушії «Unreal Engine 5»..
Ремейк «Відьмака» отримає відкритий світ замість камерних локацій і послідовних актів оригіналу.